# Orléans Sund
Orléans Sund är ett sund i Grönland (Kungariket Danmark). Det ligger i den nordöstra delen av Grönland, 1 900 km nordost om huvudstaden Nuuk.